# Óriás erszényesnyest

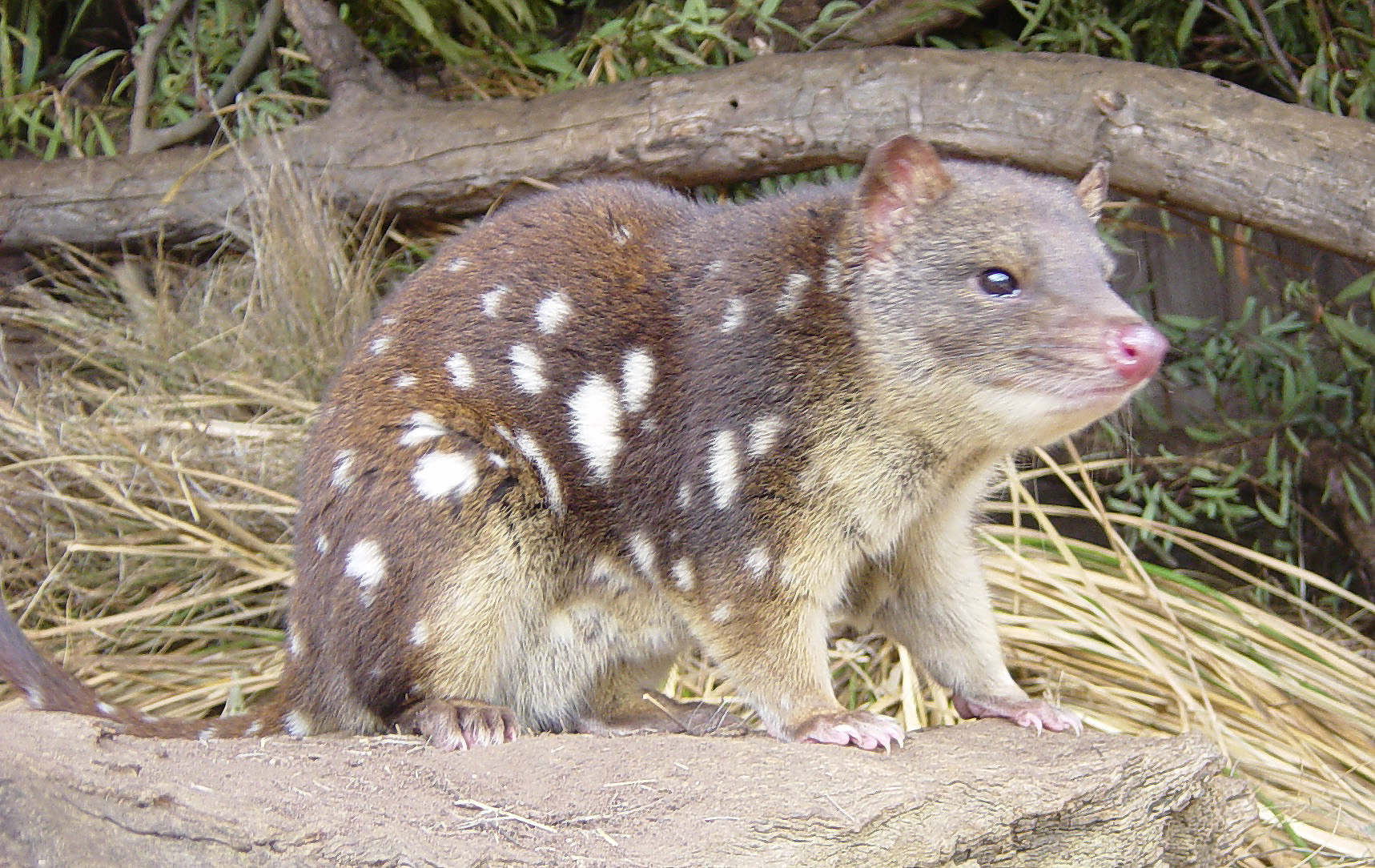

Az óriás erszényesnyest (Dasyurus maculatus) az emlősök (Mammalia) osztályának az erszényes ragadozók (Dasyuromorphia) rendjébe, ezen belül az erszényesnyestfélék (Dasyuridae) családjába tartozó faj.

## Előfordulása, alfajai
Az óriás erszényesnyet két elkülönült területen él Ausztráliában. Mindkét területen egy-egy különálló alfaja él. A Dasyurus maculatus maculatus alfaj viszonylag nagy területen él Kelet-Ausztráliában (Queensland északi részétől délre egészen Victoriáig) és Tasmánia szigetén.
A kisebb testű Dasyurus maculatus gracilis egy kis területen honos Ausztrália északi részén, Queensland északi területén és a York-félszigeten.

## Élőhelye
A faj elterjedési területén belül többféle élőhelyhez tud alkalmazkodni, így előfordul esőerdőkben, száraz erdőkben és bozótosokban is.

## Megjelenése
Az ausztrál kontinensen ez a legnagyobb jelenleg élő erszényes ragadozó emlős. Az erszényesnyestfélék (Dasyuridae) második legnagyobb testű képviselője, csak a Tasmániában honos erszényes ördög (Sarcophilus harrisii) nagyobb testű nála.
E állat fej-törzs-hossza 35-76 centiméter és testtömege 2-4 kilogramm a nősténynél, míg a kifejlett hímek elérhetik a 7 kilogrammos testsúlyt is. Szőrzetük vörösesbarna vagy barna, fehér foltos. Foltajai viszonylag nagyok. Hasa világos színű. A szőrzete puha, vastag és igen rövid. Nagyobb mérete mellett fő megkülönböztető bélyege a többi fajtól, hogy a Dasyurus nemből egyedül az óriás erszényesnyest farka foltos.

## Életmódja
Az óriás erszényesnyest éjjel aktív, de zavartalan élőhelyeken néha nappal is meg lehet figyelni. Tápláléka rovarokból, lárvákból, kisebb emlősökből, madárfiókákból, hüllőkből. Nagy testméretéből adódóan legyűri az Ausztráliában meghonosított üregi nyulat is és elejthet kisebb testű kenguru fajokat is. Táplálékának jelentős részét azonban a dingók és az elvadult kutyák zsákmányolása után maradt döghús teszi ki. 3-5 évet is élhet.

## Szaporodása
Az ivarérettséget egyévesen érik el. Egész évben szaporodhat. A vemhesség csak három hónapig tart, mert erszényes voltuk miatt a kölykök az erszényben fejlődnek ki. Születésükkor csak orruk és mancsuk van kifejlődve, és mindössze 12-15 milligrammot nyomnak. Az alomnagyság 30 utódból is állhat, de csak 6 marad életben. Az elválasztás 3-4 hónap után következik be.

## Rokon fajok
Az óriás erszényesnyest legközelebbi rokonai a foltos erszényesnyest (Dasyurus viverrinus) és a Geoffroy-erszényesnyest (Dasyurus geoffroyi).

### Fordítás
Ez a szócikk részben vagy egészben  a   Riesenbeutelmarder című német Wikipédia-szócikk ezen változatának fordításán alapul.  Az eredeti cikk szerkesztőit annak laptörténete sorolja fel. Ez a jelzés csupán a megfogalmazás eredetét és a szerzői jogokat jelzi, nem szolgál a cikkben szereplő információk forrásmegjelöléseként.